# Nagant Frères

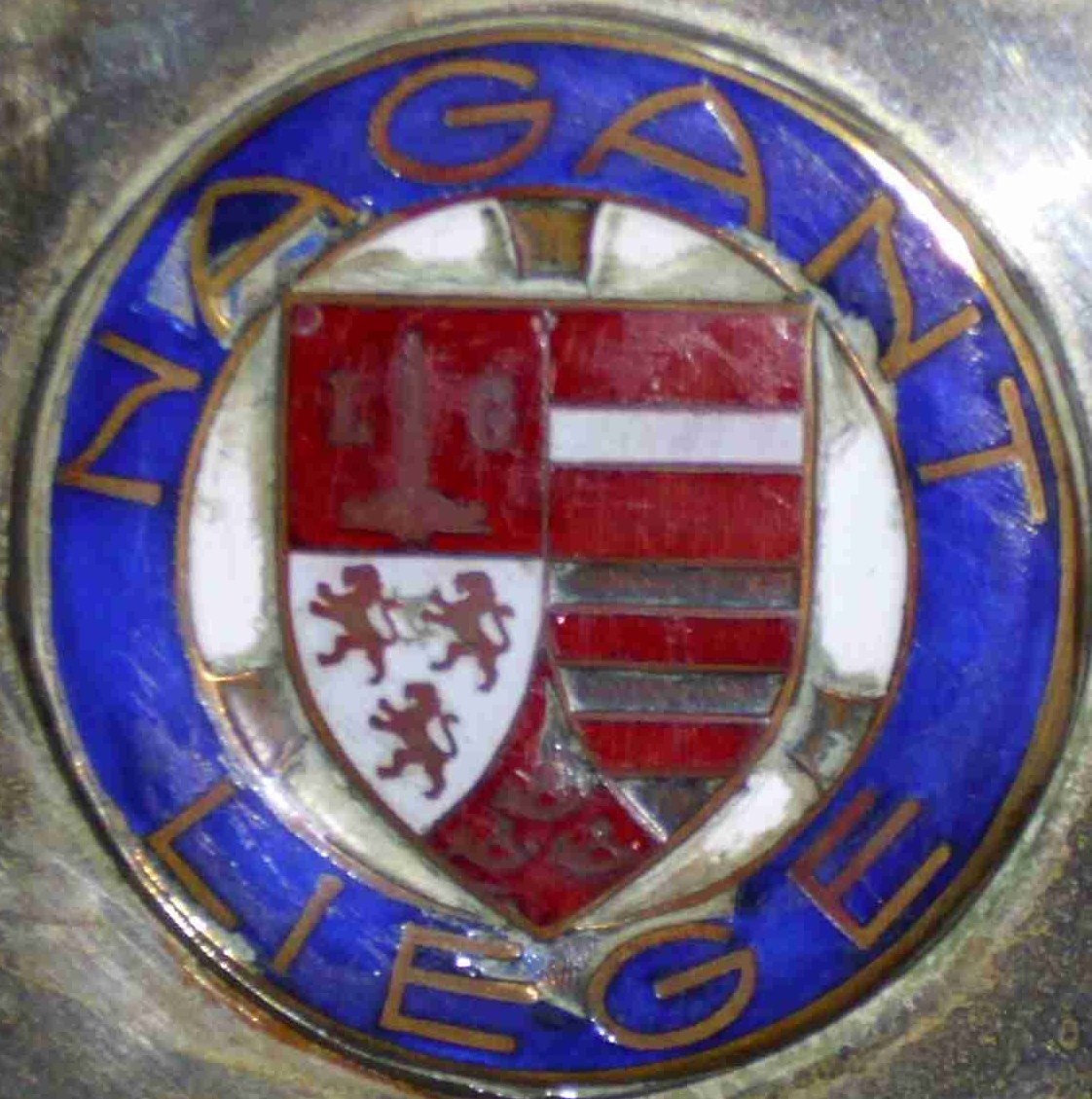
Emblem

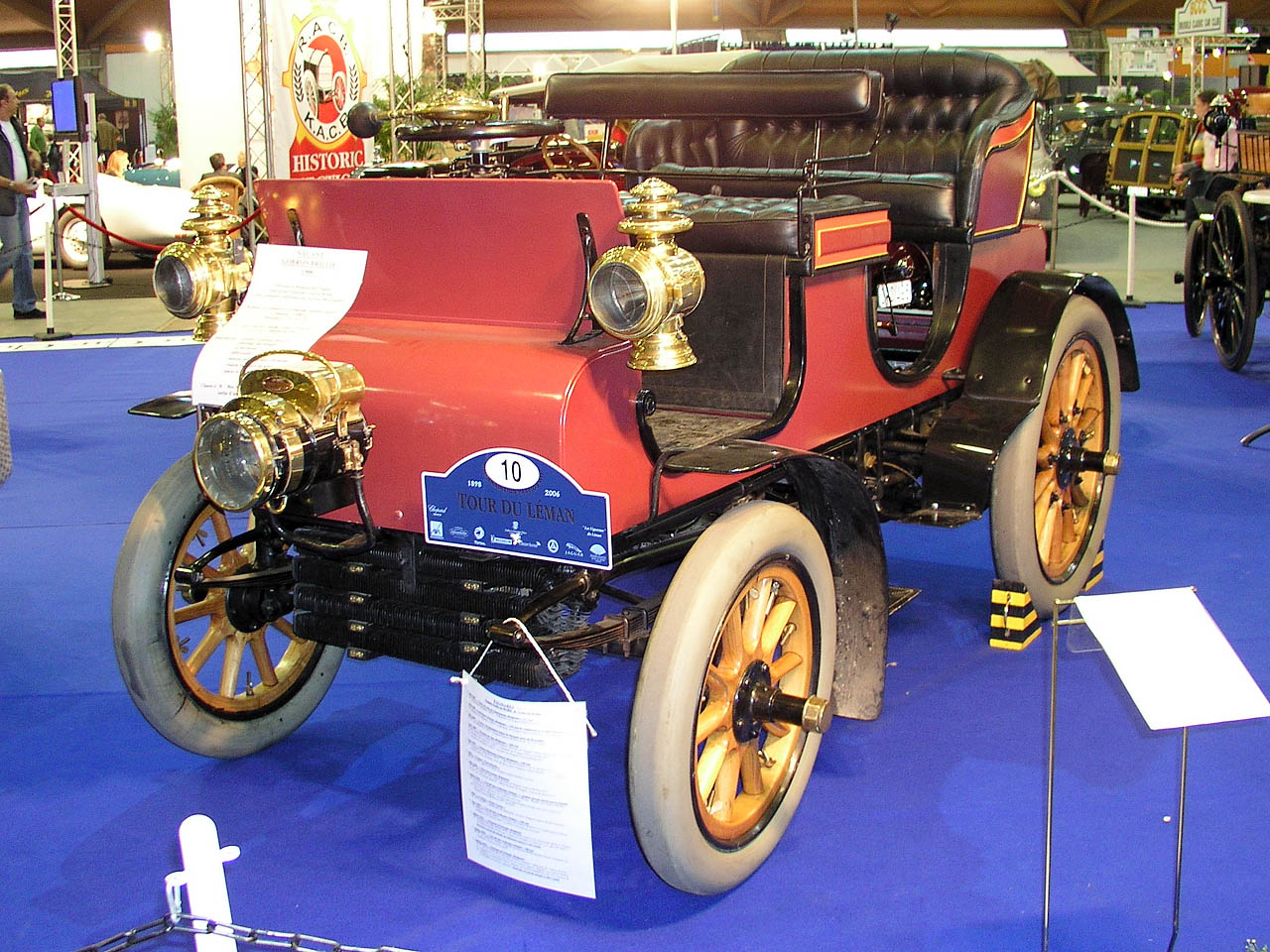
Nagant nach einer Lizenz von Gobron-Brillié

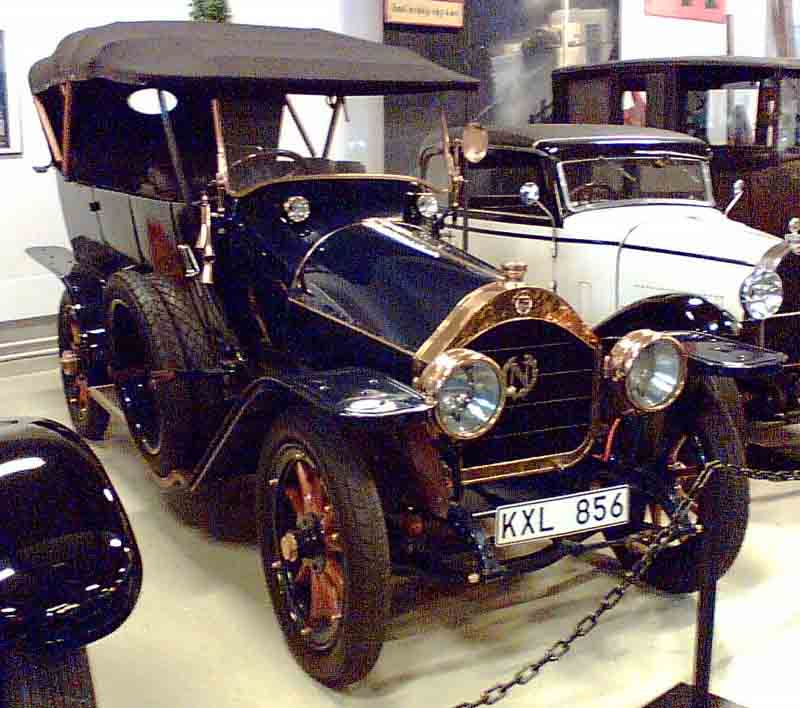
Nagant von 1910

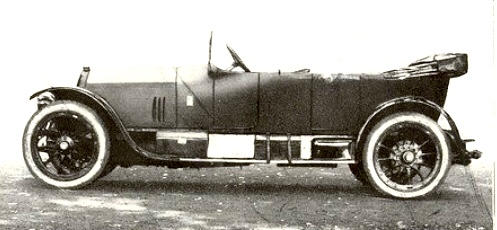
Nagant 2000 von 1919

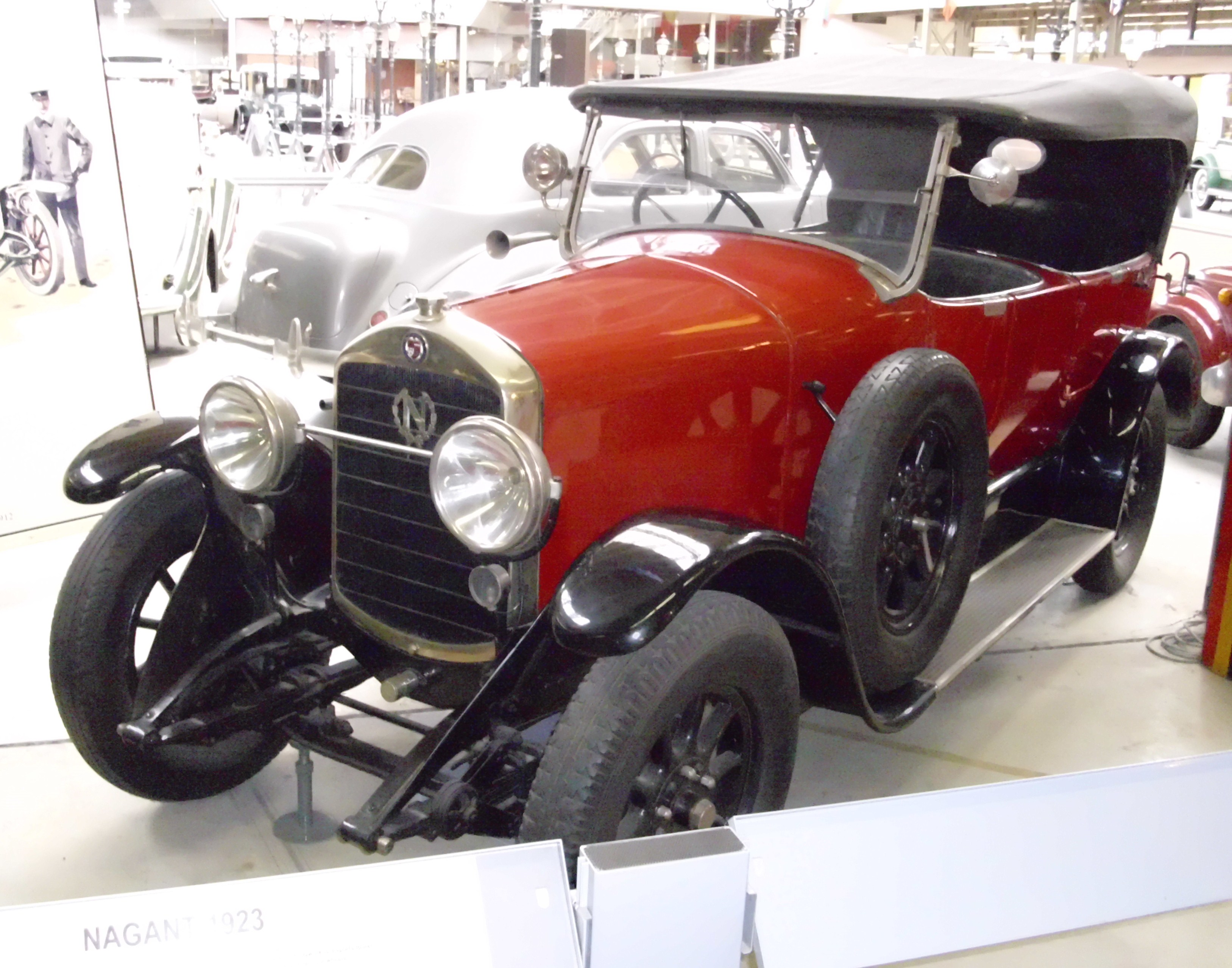
Nagant von 1923

Nagant Frères (Gebrüder Nagant) war ein belgisches Unternehmen.

## Unternehmensgeschichte
Die Brüder Émile und Léon Nagant gründeten 1859 in Lüttich eine feinmechanische Werkstatt, die spätere Waffenfabrik „Fabrique d’Armes Em & L. Nagant“. Sie stellten unter anderem den Nagant-Revolver her. Gegen Ende des 19. Jahrhunderts wurde die Produktion um Personenkraftwagen erweitert. Nach einem Prototyp 1896 war das erste Modell im Jahre 1900 ein Lizenzbau des französischen Gobron-Brillié, daher wurde es auch Gobron-Nagant oder Gobron-Brillié Belge genannt. Ab 1904 wurden eigene Modelle produziert. Lastkraftwagen folgten. 1928 wurde das Unternehmen vom belgischen Konkurrenten Imperia übernommen.

## Pkw-Modelle
| Modell         | Bauzeit   | Zylinder | Hubraum cm³            | Text                                        |
| -------------- | --------- | -------- | ---------------------- | ------------------------------------------- |
| Prototyp       | 1896      | 2        | 565                    | entworfen von Raoul De Meuse                |
| Gobron-Brillié | 1900–1904 |          |                        | Lizenz Gobron-Brillié                       |
| La Locomotrice | 1905–1913 | 4        | 6082                   | Lizenz Rochet-Schneider, auch 24 CV genannt |
| 24 CV          | 1907–1911 |          |                        |                                             |
| 40 CV          | 1907–1911 |          |                        |                                             |
| 14/16 CV       | 1909–1911 |          |                        |                                             |
| 10/12 CV       | 1911–1913 | 4        | 1816                   |                                             |
| 35/45 CV       | 1911–1913 | 4        | 5295                   |                                             |
| 8000           | 1913–1914 | 4        | 1816                   | auch 10/12 CV genannt                       |
| 7000 I         | 1913–1914 | 4        | 3054                   | auch 14/16 CV genannt                       |
| 7000 II        | 1913–1914 | 4        | 3308                   | auch 18/24 CV genannt                       |
| 9000           | 1913–1914 | 4        | 3817                   | auch 20/28 CV genannt                       |
| 6000 I         | 1913–1914 | 4        | 4589                   | auch 24/30 CV genannt                       |
| 6000 II        | 1913–1914 | 4        | 5295                   | auch 30/40 CV genannt                       |
| 20/25 HP       | 1914–1914 | 4        | 4536                   |                                             |
| 2000           | 1919–1921 | 4        | 3016                   | Bohrung 80 mm; Hub 150 mm; Leistung 45 HP   |
| 10 CV          | 1921–1922 | 4        | 1954                   |                                             |
| 15 CV          | 1921–1926 | 4        | 2121                   | auch 1000 oder 1000 C genannt               |
| 11 CV          | 1922–1923 | 4        | 2001                   | Nachfolger des 10 CV                        |
| 20 CV          | 1925–1928 | 6        | 2931                   |                                             |
| Ricardo        | 1926–1928 | 6        | 1981 und 2200 und 2350 |                                             |